# Jutta Bauer
Jutta Bauer, född 9 januari 1955 i Hamburg, är en tysk illustratör och författare.
Bauer har bland annat skrivit boken Opas Engel (Morfars ängel) från 2001. Samma år vann hennes bok Schreimutter Tyska ungdomslitteraturpriset (Deutscher Jugendliteraturpreis) i kategorin bästa bilderbok.